# Reforma urbana de París

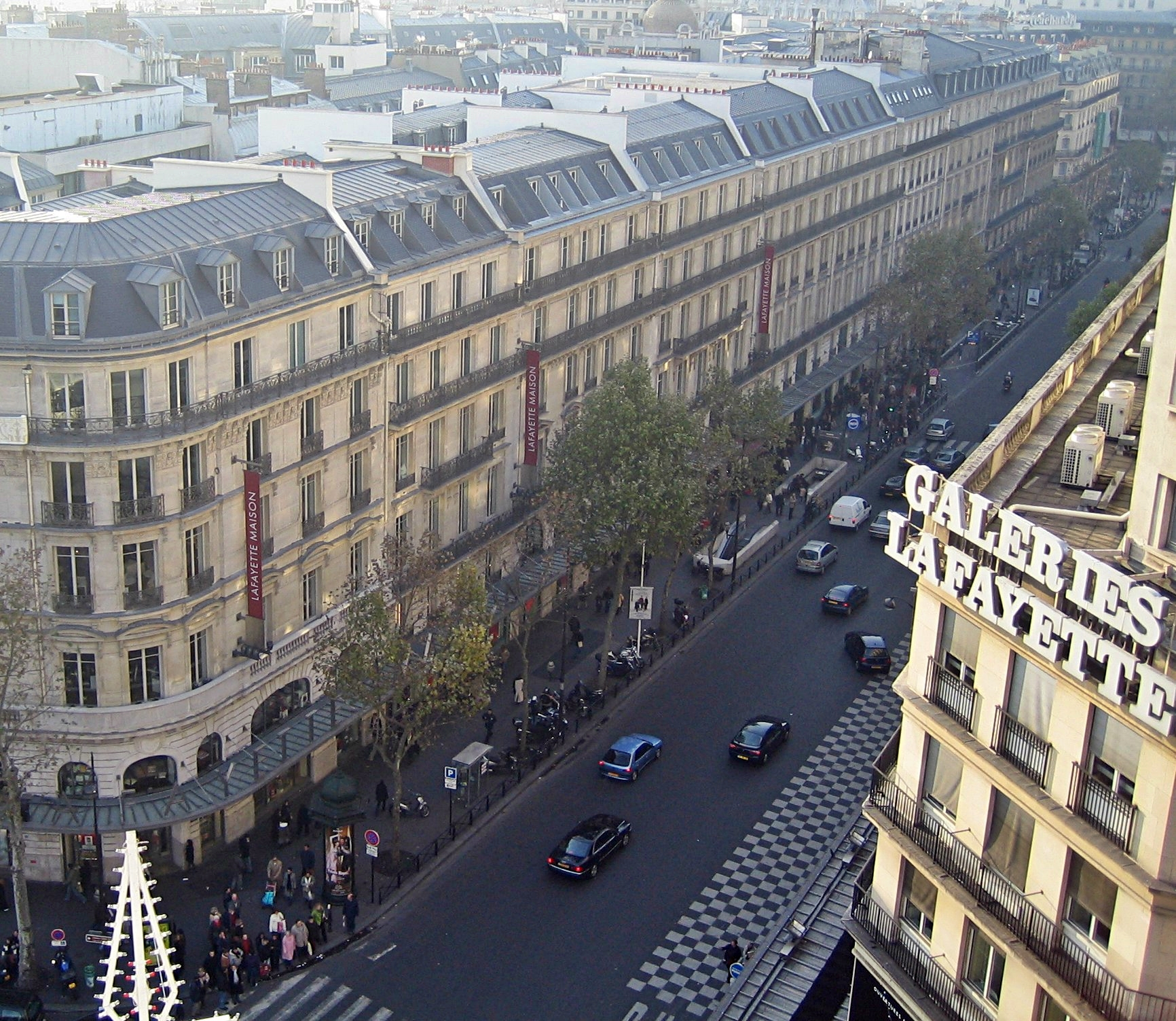
Vista del Boulevard Haussmann

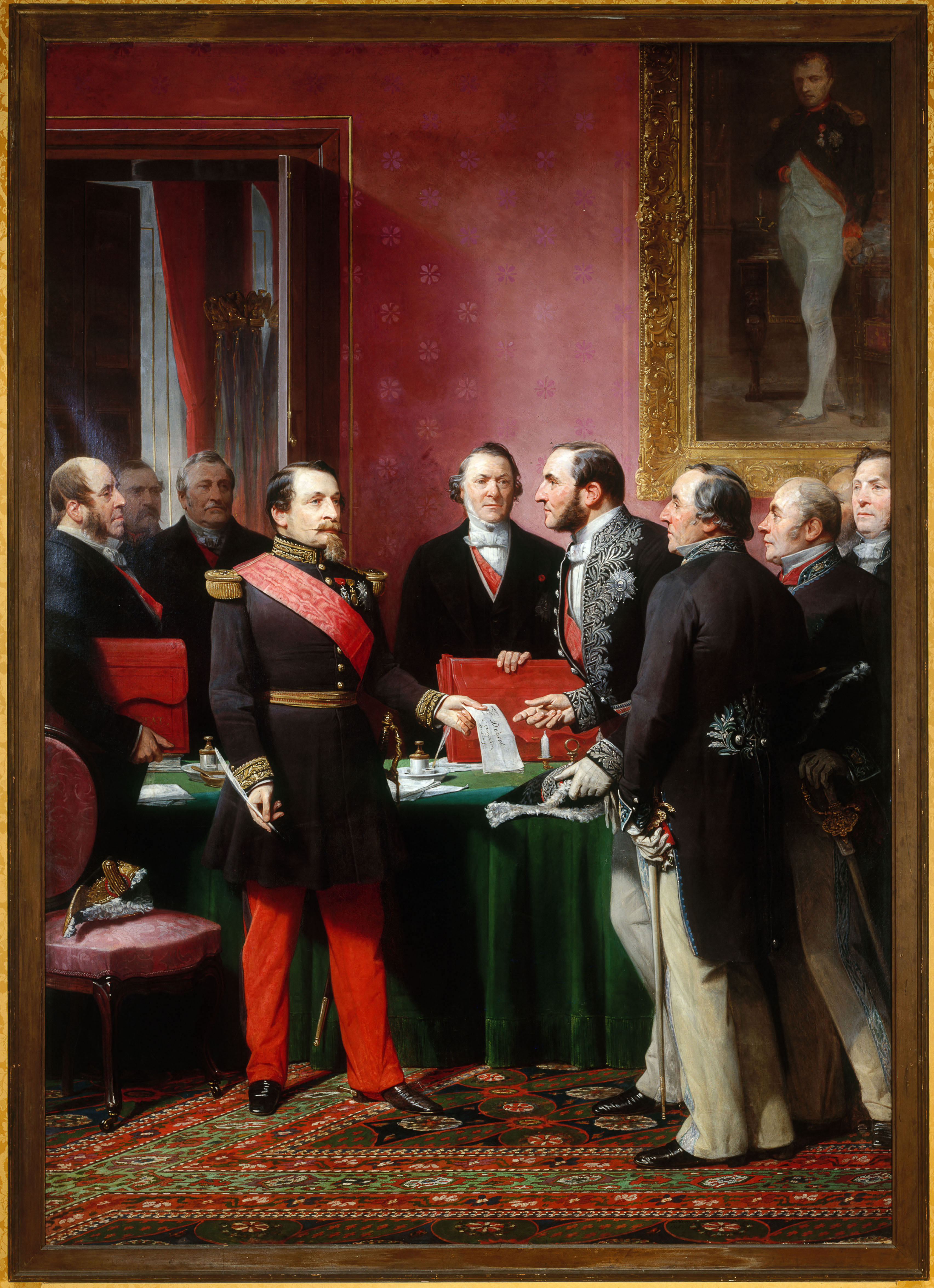
Napoleó III lliura al baró Haussmann el decret d'annexió a París dels municipis suburbans (Auteuil, Passy, Batignolles, Montmartre, La Chapelle, La Villette, Belleville, Charonne, Bercy, Vaugirard i Grenelle), per Adolphe Yvon (1860)

La reforma urbana de París o les transformacions de París durant el Segon Imperi o treballs haussmanians van constituir la modernització del conjunt de la capital francesa portada a terme de 1852 a 1870 per Napoleó III i el prefecte Georges Eugène Haussmann.
El projecte va cobrir tots els dominis del urbanisme, tant en el cor de París, com en els barris perifèrics: carrers i bulevards, reglamentació de les façanes, espais verds, mobiliari urbà, claveguerams i proveïmen d'aigua, equipaments i monuments públics.
Fortament criticada per alguns dels seus contemporanis pel seu enorme cost i per haver reduït la barreja social, oblidada durant una part del segle XX i després rehabilitada pel descrèdit de l'urbanisme de la postguerra, aquests treballs van condicionar per sempre l'ús diari de la ciutat pels seus habitants. Van assentar el fonament de la imatge popular de la capital francesa en el món, superposant al «Vell París» i als seus carrerons pintorescs a un París modern fet d'amples bulevards i places espaioses.

## 1852: Un emperador enfront d'una ciutat medieval

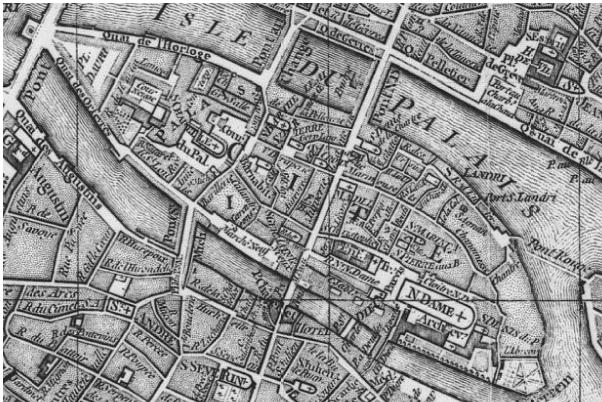
L'île de la Cité i el seu teixit urbà medieval abans dels treballs haussmannians (pla Vaugondy de 1771)

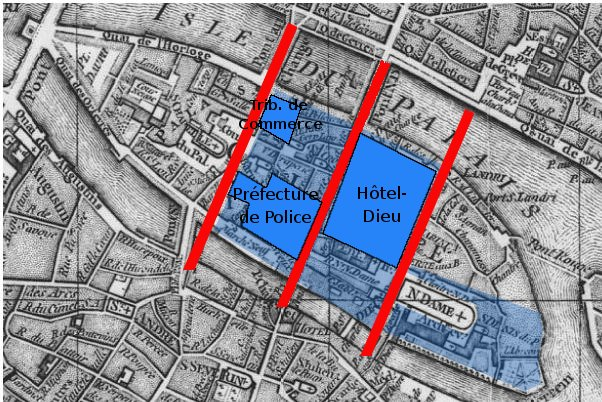
L'île de la Cité remodelada pels treballs d'Haussmann: nous carrers transversals (vermell), espais públics (blau clar) i edificacions (blau fosc)

A mitjan segle xix, el centre de París, contràriament a la creença popular, no era més que una ciutat d'edat mitjana. París sempre s'havia reconstruït sobre si mateixa, però és cert que el creixement demogràfic de la capital, al segle xviii i les primeres dècades del segle xix, va causar una densificació considerable de les àrees centrals, és a dir, dels barris situats dintre de l'antiga muralla de Carles V rectificada després en temps de Lluís XIII de França. Una xarxa de carrers estrets impedien la circulació (al 1851 a París, n'hi havia 60 259 vehicles i la longitud de tots els carrers de la ciutat en conjunt van assolir 500 km,) i les cases acollien una població pobra cada vegada més nombrosa, origen d'una insalubritat denunciada pels higienistes. D'acord amb les idees de l'època, l'estretesa dels carrers i l'alçada dels edificis impedien la circulació de l'aire i la dispersió de les «miasmes» portadors de malalties i de mort. Les classes riques tendien cada vegada més a sortir d'aquests barris per instal·lar-se als faubourgs del nord i de l'oest. Va ser aquest procés de pauperització del centre, amb la perillositat política que l'ho acompanyava, el que volia atacar bàsicament les grans obres del segle xix.
Alguns exemples de com era el París d'abans del remodelatge es poden trobar en les obres de Victor Hugo Els miserables o Nostra Senyora de París.

### Primeres temptatives de modernització
Al 1608, el rei Enric IV va fer obrir una nova via que havia d'unir el Pont Nou amb la porta de Buci, en les muralles de Philip Augustus, i amb el bourg Saint-Germain. Aquesta és la rue Dauphine. Encara que el caràcter de l'operació no va ser completament públic i va passar a través dels jardins, la rue Dauphine va ser el primer carrer dret i modern de París. Durant el segle xvii, les avingudes plantades construïdes pel poder reial als afores de la ciutat difícilment es podrien considerar com urbanes. L'única obertura reial va ser la rue du Roule oberta el 1689 i que connectava el Pont Nou amb Les Halles.
També a començaments del segle xviii, l'obertura del centre de París era presentada com una necessitat per les autoritats: el condicionament dels molls del Sena i la destrucció de les cases sobre els ponts, a la dècada de 1780, van obeir aquesta preocupació tant pel trànsit, com per la higiene i el control de l'espai.
Sota la Revolució Francesa, el 1794, la «Commission des artistes» va portar a terme un pla que va proposar noves obertures a París. Un carrer havia de connectar en línia recta a la place de la Nation amb la gran columnata del Louvre, al perllongament de l'actual avinguda Victòria: prefigurava el futur gran eix est-oest i demostrava un gran desig de posar en valor millor els monuments públics.
Napoleó I, al costat de Nicolas Frochot, Pierre-François-Léonard Fontaine i Charles Percier, van posar en marxa un intens pla d'embelliment i dotació de serveis per a la capital. París era aleshores una ciutat d'estructura medieval amb importants carències. Durant el Primer Imperi francès, es van realitzar importants obres d'infraestructura pública. Són destacables els quatre nous cementiris —Cementiri del Père-Lachaise, de Montmartre, de Montparnasse i de Passy—, el canal del Ourcq que abastari] d'aigua a les noves fonts de la ciutat, la descentralització dels escorxadors, la construcció de quatre nous ponts sobre el Sena —Austerlitz, St. Luois, des Arts, Iéna—) o la consolidació de variats quais, els molls de contenció fluvial que eliminarien els perills d'inundació i realçarien la monumentalitat dels edificis de les ribes, però que acabarien amb la relació directa entre els ciutadans i el seu riu.
Napoleó I va emprendre, a l'emplaçament de propietats eclesiàstiques convertides en béns nacionals, un carrer monumental al llarg del Jardí de les Teuleries. L'any va iniciar-se 1807 la construcció de les primeres arcades de la rue de Rívoli, el perllongament de la qual fins l'Ajuntament va estar molt avançada sota la Segona República i acabada a començaments del Segon Imperi. Aquest eix, que va afectar moltes edificis, va ser més eficaç en termes de la circulació que el del pla dels Artistes. També es va servir d'una antiga eina jurídica: la servitud d'alineació per la que els propietaris només podien reconstruir els seus edificis en ruïnes retirant la seva nova façana darrere la línia ordenada per l'administració. Aquesta disposició, tanmateix, comportava processos molt lents d'ampliació de la vies públiques. També el 1807, l'emperador va decretar l'obertura de la rue] d'Ulm, que va unir l'església Sainte-Geneviève —actual Panteó de París— amb la rue des Feuillantines, darrere l'Hospital Militar de Val-de-Grâce. Aquesta serà la primera via pública oberta mitjançant la expropiació.

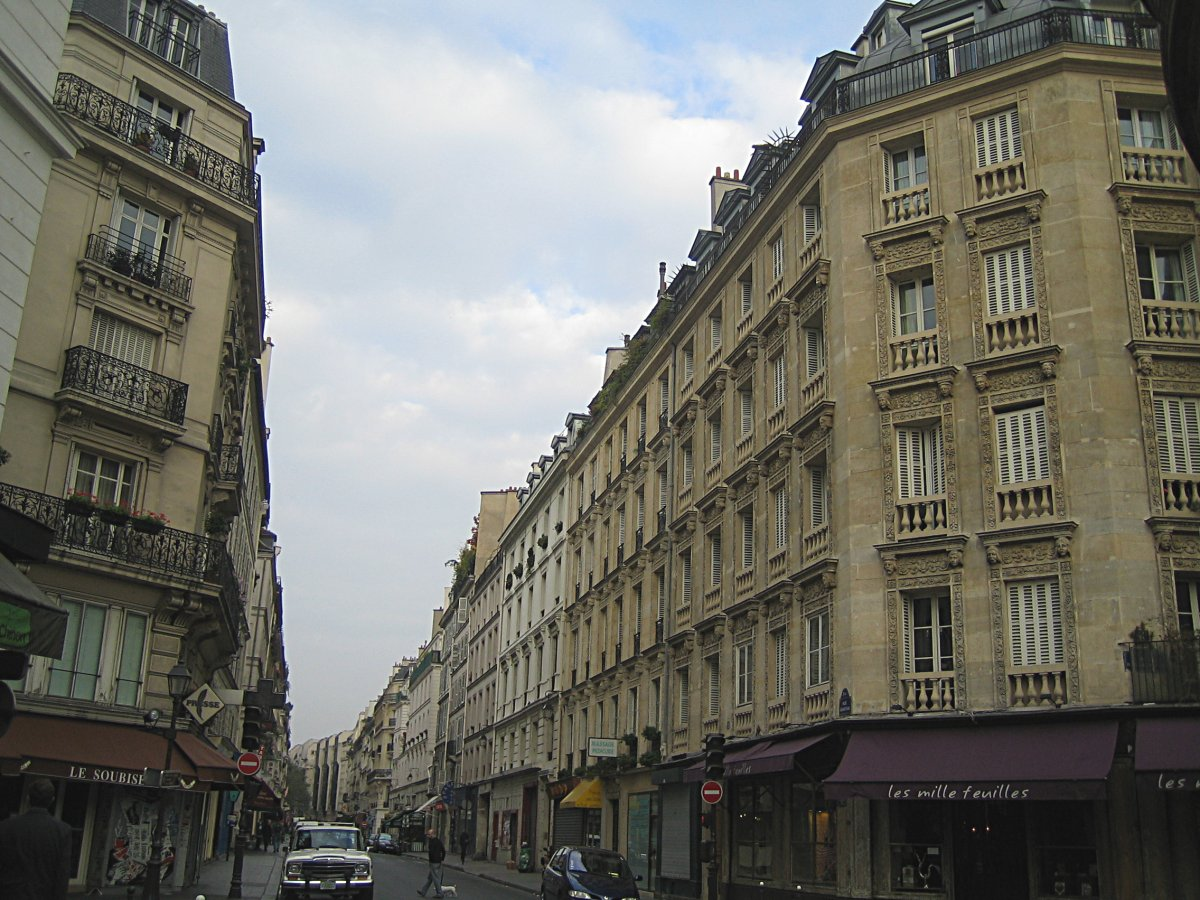
Rue Rambuteau

Durant la dècada de 1830, el prefecte Claude-Philibert Barthelot de Rambuteau va constatar les molèsties de la congestió del trànsit i els problemes d'higiene als barris antics superpoblats: s'havia de «donar als parisencs aigua, aire i ombra». El 1836, el carrer que porta el seu nom es va obrir en el centre de París, entre la rue des Francs-Bourgeois i Saint-Eustache. A més a més, les insurreccions populars de les quals París era el centre, preocupaven molt al règim, nascut ell pròpiament d'una revolució al juliol de 1830: així Rambuteau va realitzar al mateix temps una operació que també va donar lloc a una gran destrucció i l'objectiu de seguretat de la qual era obvi: l'aïllament i l'expansió del perímetre de l'Ajuntament. Però el poder de l'administració quedava limitat per les regles de l'expropiació. La llei del 3 de maig de 1841 es va esforçar una mica per adaptar-les, però la llei es va mantenir del costat dels propietaris, sempre molt ben compensats gracias a un jurat atent a defensar-los.

Al començament del Segon Imperi es van introduir noves disposicions reglamentàries que, juntament amb la llei de 1841 sobre l'expropiació a causa d'utilitat pública i d'un recurs sistemàtic a l'endeutament, van formar les bases de la política edificatòria del nou prefecte del Sena nomenat per l'emperador. El 1845, el reformador social francès Victor Considérant va escriure:
| « | París, és un immens taller de putrefacció, on la pobresa, la pesta i les malalties treballen plegades, on gairebé no penetren ni l'aire ni el sol. París, és un mal lloc on les plantes es panseixen i pereixen, on de set nens petits en moren sis a l'any. | Paris, c’est un immense atelier de putréfaction, où la misère, la peste et les maladies travaillent de concert, où ne pénètrent guère l'air ni le soleil. Paris, c’est un mauvais lieu où les plantes s'étiolent et périssent, où sur sept petits enfans il en meurt six dans l'année. | » |

La planta dels carrers a l'Ile de la Cité i al quartier des Arcis, entre el Louvre i l'Hôtel de Ville, havia canviat poc des de l'edat mitjana. La densitat de població en aquests barris era extremament alta en comparació amb la resta de París. Al barri dels Camps Elisis, la densitat de la població s'estimava en 5.380 hab./km²; als barris d'Arcis i de Saint-Avoye, a l'actual III Districte, hi havia un resident per cada tres metres quadrats. El 1840, un metge va descriure un edifici en l'Ile de la Cité, on una habitació individual de cinc metres quadrats al quart pis, estava ocupada per vint-i-tres persones, adults i nens. En aquestes condicions, la malaltia es va propagar ràpidament. Dues epidèmies de còlera van assolar la ciutat el 1832 i el 1848. El cinc per cent dels habitants d'aquests dos barris van morir a la dècada de 1848.

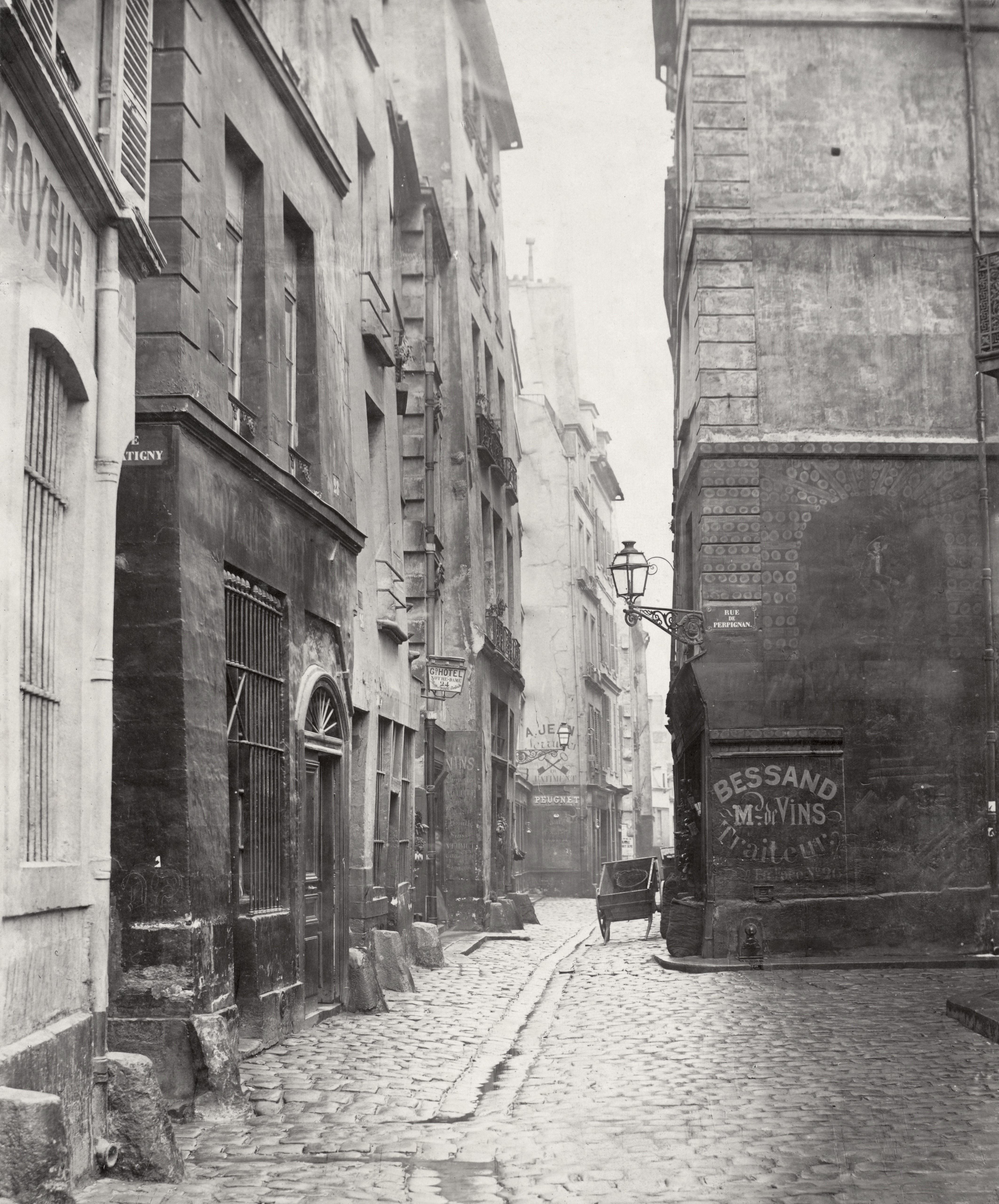
La Rue des Marmousets, carreró obagós i medieval de l'Ile de la Cité, en els anys 1850, a la vora de Hôtel-Dieu
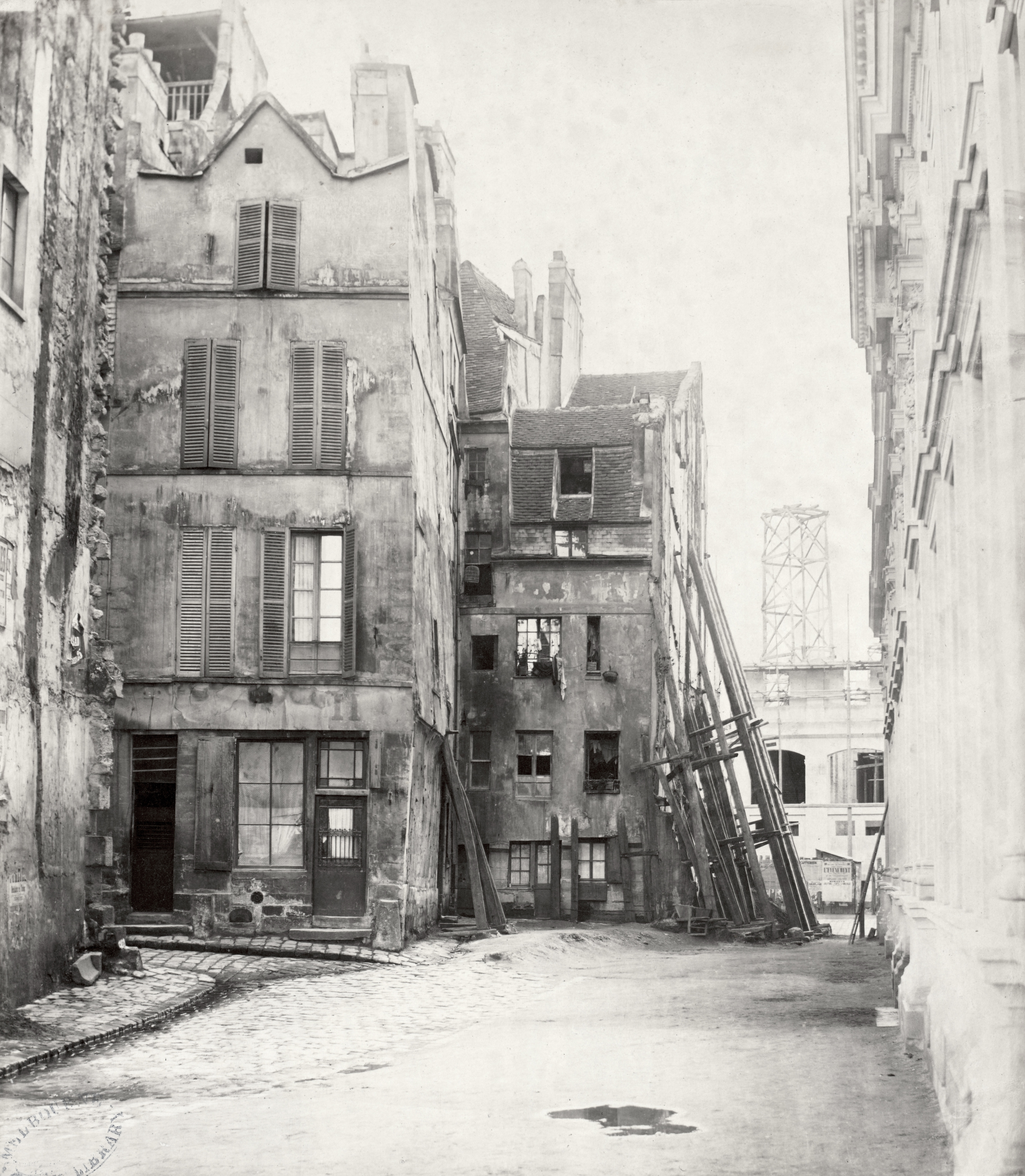
La Rue du Marché aux Fleurs, a l'Ile de la Cité, abans d'Haussmann, avui plaça Louis-Lépine
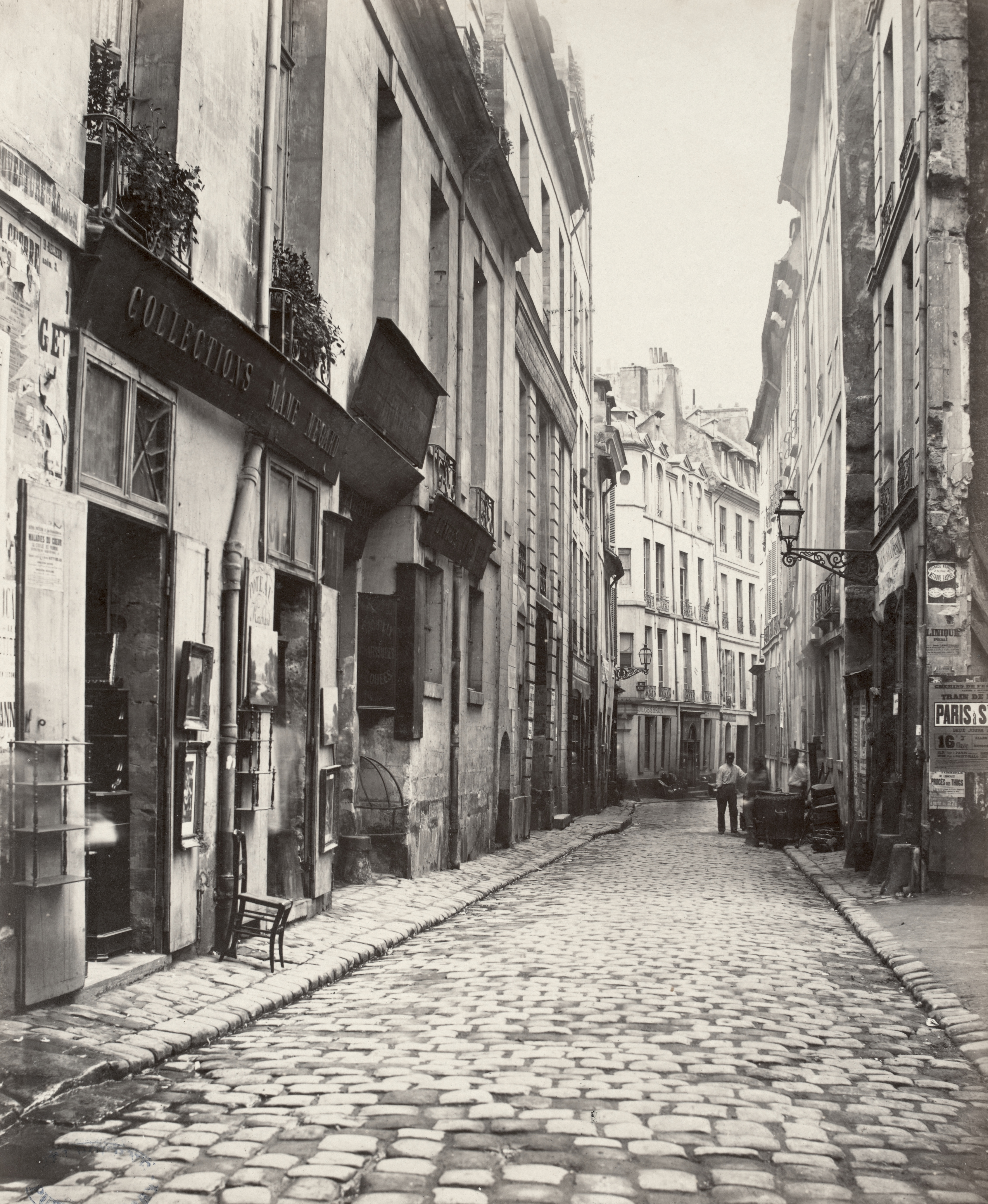
La Rue du Jardinet a la Rive Gauche, demolida per Haussmann per obrir el bulevard Saint-Germain
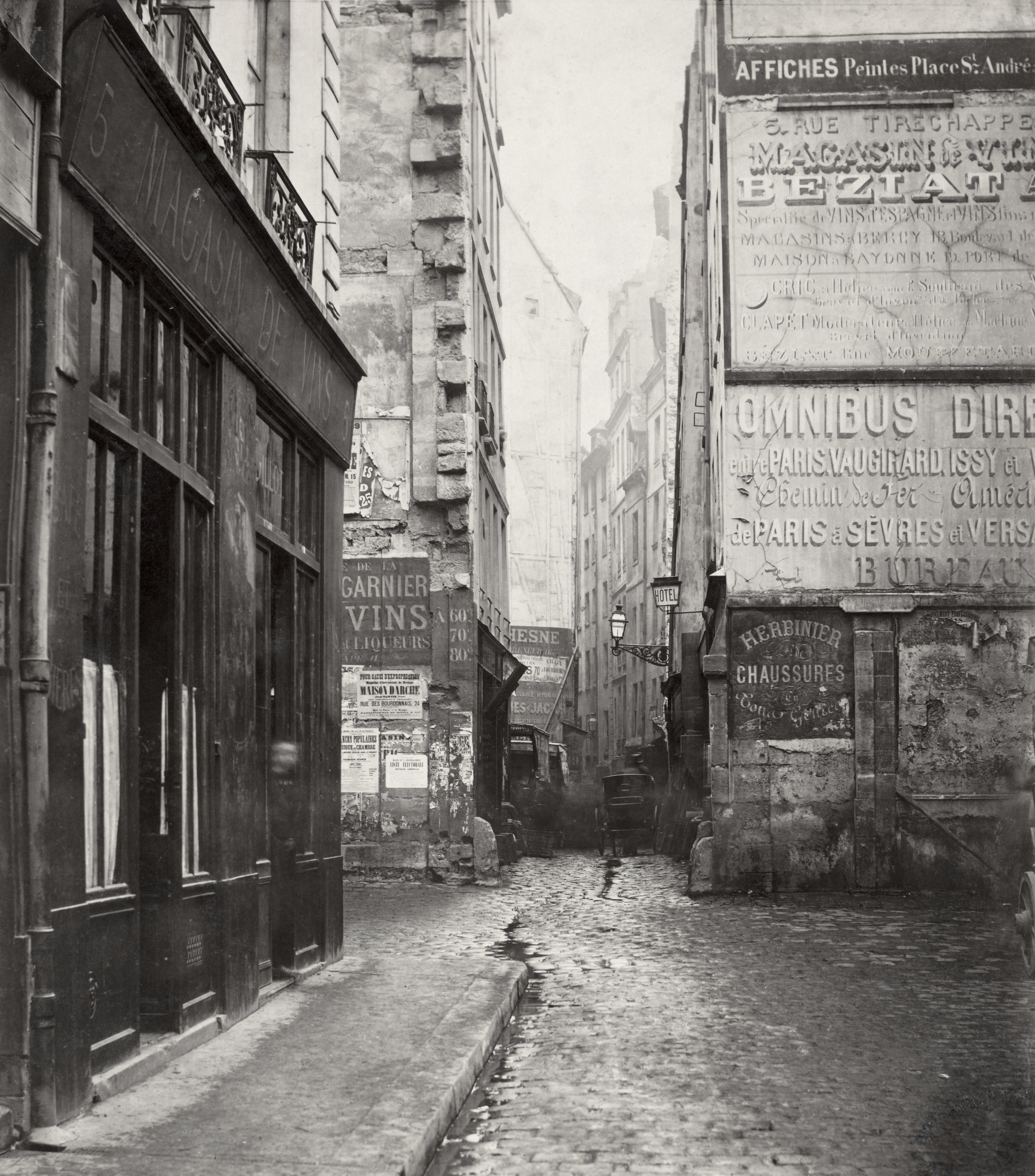
La Rue Tirechamp' al vell Quartier des Arcis, demolit en el curs del perllongament de la Rue de Rivoli

### Carles Lluís Napoleó Bonaparte
President de la República des de 1848, el nebot de Napoleó I es va convertir en Emperador el 2 de desembre de 1852 després del cop d'Estat de l'any precedent. Napoleó III tenia la voluntat de modernitzar París. Havent viscut a Londres de 1846 a 1848, allà havia vist una gran capital proveïda de grans parcs i xarxes de sanejament i un país transformat per la Revolució industrial. Va reprendre les idees de Rambuteau. Sensible a les qüestions socials, volia millorar les condicions de l'allotjament de les classes pobres: el 1860, la densitat mitjana de població de París abans de la seva extensió era d'aproximadament 36 400 hab./km², mentre que deu anys abans la del barri de les Halles ja s'acostava als 100 000 hab./km², en condicions d'higiene molt precàries. Tanmateix, si no es va preveure mai una solució per acollir les famílies desallotjades per les grans obres, que es van veure obligats a desplaçar-se als barris de la perifèria, Lluís Napoleó va estar darrere la construcció dels primers 86 habitatges socials de París en la ciutat de Rochechouart el 1851,
que va fer finançar pel subdepartament de comerç i de la indústria per a l'edifici a fi de pal·liar les carències del consell municipal de París. Continuant aquests mateixos principis inspirats pels falansteris de Charles Fourier i per l'Icària d'Étienne Cabet, ell pròpiament va dibuixar la planta d'un conjunt de 41 pavellons destinats a l'ús de les classes obreres situades en l'avinguda Daumesnil i que van ser presentats en l'Exposició Universal de 1867. Finalment, es tractava de facilitar millor a l'autoritat pública el control d'una capital els aixecaments populars que havien derrocat diversos règims des de 1789. Els propietaris mateixos, gelosos també de la valoració dels seus locals i el seu barri, reclamen vies més amples i rectes per tal de facilitar els desplaçaments de les tropes.

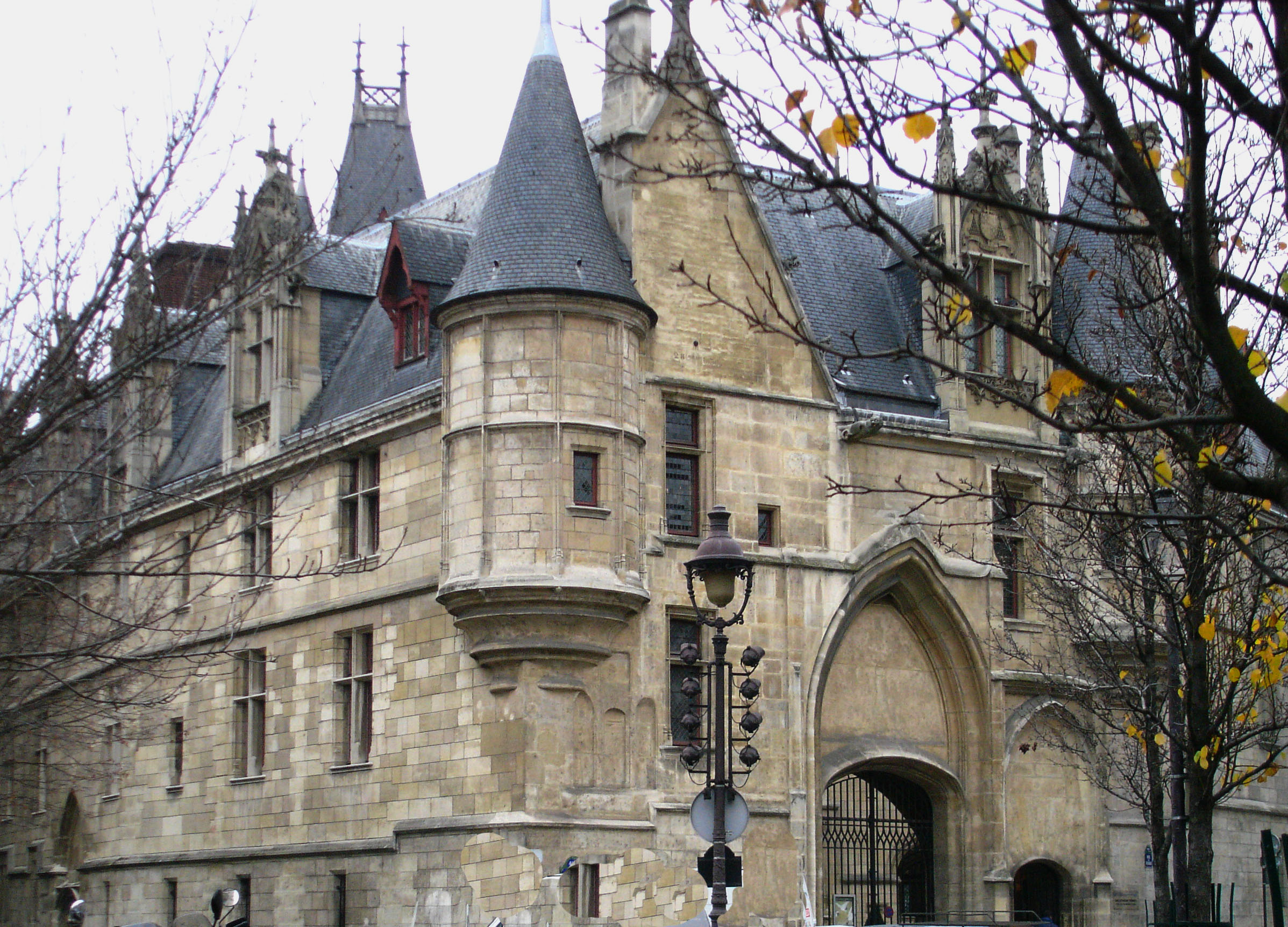
Le Marais (Hôtel de Sens), un dels pocs barris del centre escapats quasi per complet de la destrucció d'Haussmann

Per posar en pràctica aquest ambiciós projecte, el nou emperador disposava d'un poder fort, capaç de superar totes les resistències, el que els va faltar als seus predecessors.
Li quedava a Napoleó III trobar un home capaç de dirigir actuacions a gran escala. Va ser el paper que va complir Georges Eugène Haussmann, home d'acció rigorós i organitzat, a qui va nomenar prefecte del Sena al juny de 1853 amb la missió de «airejar, unificar i embellir la ciutat» Tots dos homes formaran un tàndem eficaç. L'emperador sostindrà el prefecte contra els seus adversaris fins 1870. Haussmann, pel que fa a ell, es mostrarà fidel en tota circumstància, sempre sabent tirar avant les seves pròpies idees, com el projecte del boulevard Saint-Germain. Una obra tan considerable demandava la intervenció de nombrosos actors. Victor de Persigny, ministre de l'Interior, que havia presentat Haussmann a Napoleó, es va ocupar dels muntatges financers amb l'ajut dels germans Péreire. Jean-Charles Alphand es va ocupar dels parcs i de les plantacions amb el jardiner Jean Pierre Barillet Deschamps. Haussmann va subratllar el paper fonamental del servei del «Pla de París», dirigit per l'arquitecte Deschamps, que va traçar les noves vies i va controlar el respecte de les regles de construcció: en aquest domini, «la geometria i el dibuix gràfic tenen un paper més important que l'arquitectura pròpiament dita», va anotar Haussmann en les seves Memòries.
Molts d'altres arquitectes van participar en els treballs de les noves edificacions: Victor Baltard, a les Halles; Théodore Ballu, a l'església de la Trinitat; Gabriel Davioud, als teatres de la Place du Châtelet; o el veterà Jacques Hittorff, a la Gare de Paris-Nord i a la place de l'Etoile.

## Cooperació entre la normalització pública i la iniciativa particular

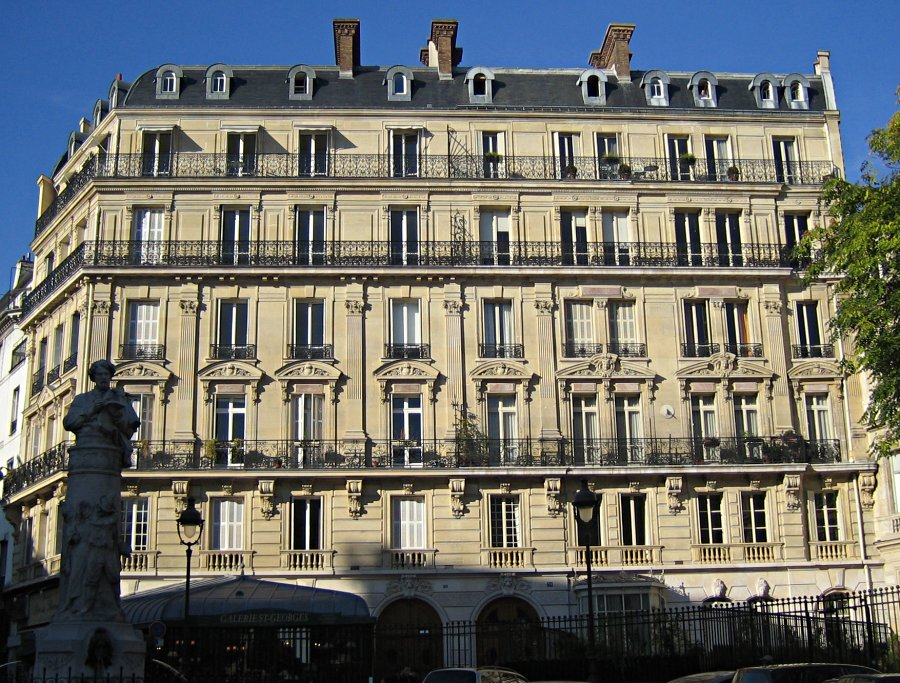
Plaça Saint-Georges

Influïts pel saint-simonisme, Napoleó III i enginyers com a Miguel Chevalier o empresaris com els germans Pereire creien en el voluntarisme econòmic, que pot transformar la societat i reabsorbir la pobresa. És un poder fort, i fins i tot autoritari, d'animar els capitalistes a llançar grans treballs que beneficiessin al conjunt de la societat i en particular als més pobres. El cim del sistema econòmic és la banca, que es va desenvolupar considerablement. Aquests principis troben un camp ideal d'aplicació en els projectes de renovació de París. Els treballs d'Haussmann seran decidits i enquadrats per l'Estat, posats en pràctica pels empresaris privats i finançats pel préstec.

### El sistema haussmannià
En un primer moment, l'Estat expropiava els propietaris dels terrenys concernits pels plans de renovació. Després demolia els immobles i construïa els nous eixos amb tots els seus equipaments urbans (aigua, gas, desguassos). Haussmann, contràriament a Rambuteau, va recórrer als préstecs massius per trobar els diners necessaris per a aquestes operacions, de 50 a 80 milions de francs a l'any. A partir de 1858, la Caisse des travaux de Paris va ser l'eina preferida per al finançament. L'Estat recuperava els diners prestats revenent el nou terreny en forma de lots individuals a promotors que havien de construir els nous edificis d'acord amb un plec de condicions precís. Aquest sistema va permetre dedicar cada any als treballs una suma dues vegades més elevada que el propi pressupost municipal. Aleshores el sistema es va esquerdar a poc a poc. Els préstecs massius de la Caixa van generar un deute que pujava a 1500 milions de francs el 1870 i això va contribuir a desacreditar les grans obres. Jules Ferry va denunciar el forat financer l'any 1867: Les comptes fantastiques d'Haussmann.

### La regulació pública

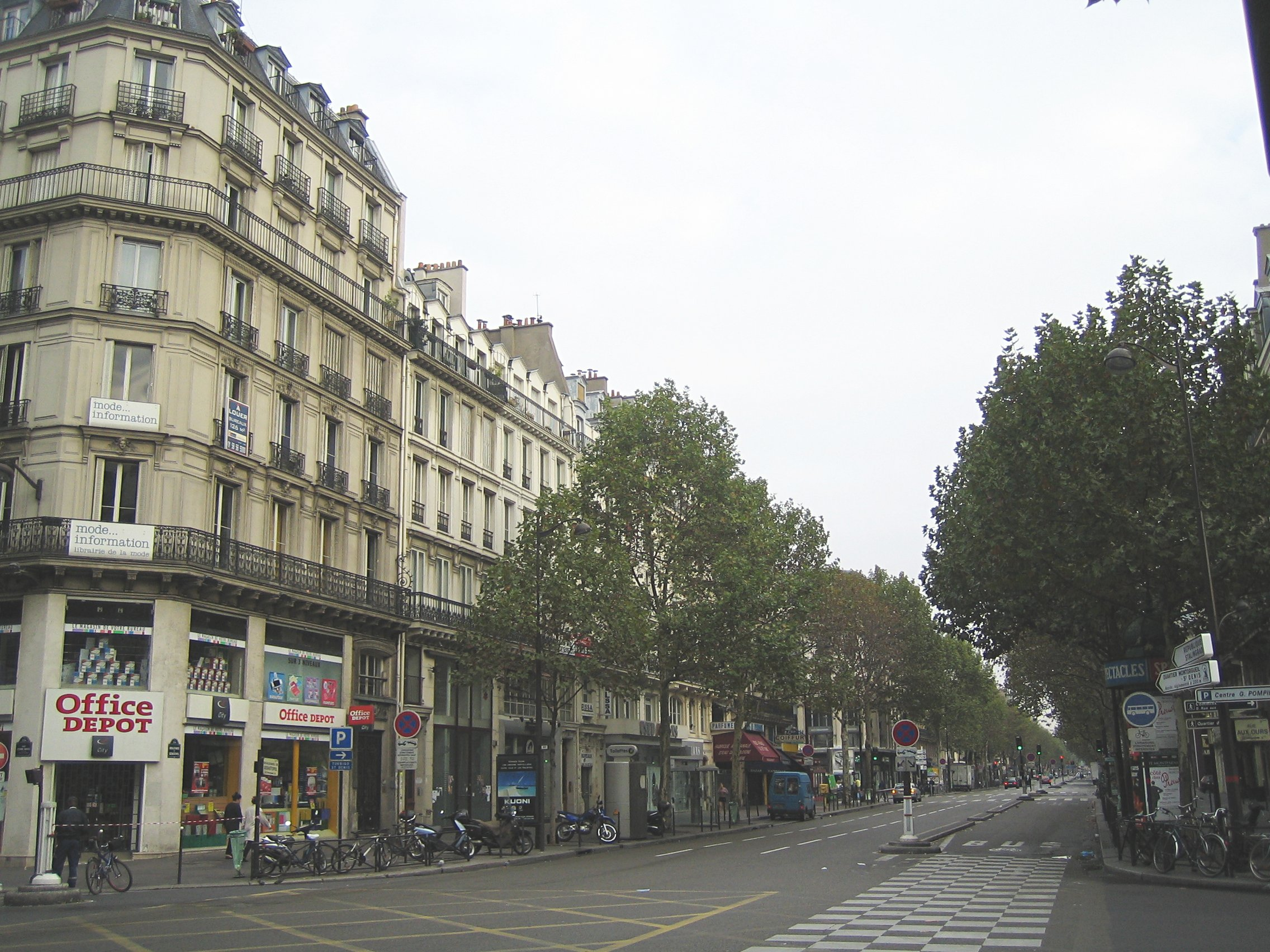
El bulevard de Sébastopol (inaugurat el 1858): la irrupció del bulevard al cor de París

Haussmann es va beneficiar d'un marc legislatiu i reglamentari condicionat per facilitar els treballs i assegurar l'homogeneïtat de les noves artèries. El decret del 26 de març de 1852 relatiu als carrers de París, adoptat un any abans del nomenament d'Haussmann, va habilitar els principals instruments jurídics: 
- disposició essencial: l'administració decideix per si sola el perímetre de les expropiacions. Per tant, li era possible tallar a l'ample el vell teixit urbà, i no només els edificis situats directament sobre la superfície de la via mateixa; les parcel·les no utilitzades per la via pública, beneficiant-se d'una forta plusvàlua, molt alta, quedaven en propietat de la ciutat, i escapaven als antics propietaris. Tanmateix, no era qüestió de reduir les indemnitzacions que els corresponien. Van ser aquestes disposicions sobre les quals Haussmann es recolzaria principalment per portar a terme la seva política de grans obres, molt cares però molt efectives.[22] Aquesta eina va permetre arrasar una gran part del Quartier de la Cité o també tot el barri, extremament poblat, situat entre la Place du Châtelet i la Place de l'Hôtel de Ville situat en el barri dels Arcis. Després de 1860, tanmateix, el Consell d'Estat va reduir el poder discrecional de l'administració, el que va fer més difícil les expropiacions.

- la reglamentació de l'anivellació de les vies de París, de l'alineació dels edificis i de la connexió als desguassos.

Els poders públics van intervenir a la vegada sobre el gàlib dels edificis per la via reglamentària, i sobre l'aspecte estètic mateix de les façanes pel mig de servitud: 
- el reglament d'urbanisme de París de 1859 permetia fer pujar les façanes fins a 20 metres d'altura als carrers de 20 metres d'amplada que Haussmann estava obrint, mentre que l'altura màxima era de 17,55 metres abans. Les teulades havien sempre d'inscriure's sota una diagonal de 45 graus traçat des del ràfec de l'última planta.
- La construcció d'edificis al llarg de les noves vies estava sotmesa a condicions particulars sobre l'aspecte de les façanes. Les cases mitjanceres havien de tenir «les mateixes altures de pis i les mateixes línies principals de façana». La utilització de la pedra tallada era obligatòria als nous bulevards.

El paper capital jugat pels arquitectes de vies, encarregats de la gestió de les vies i els seus serveis públics, marca la importància presa pels enginyers dels grans cossos de l'Estat.

### Desenvolupament de les operacions

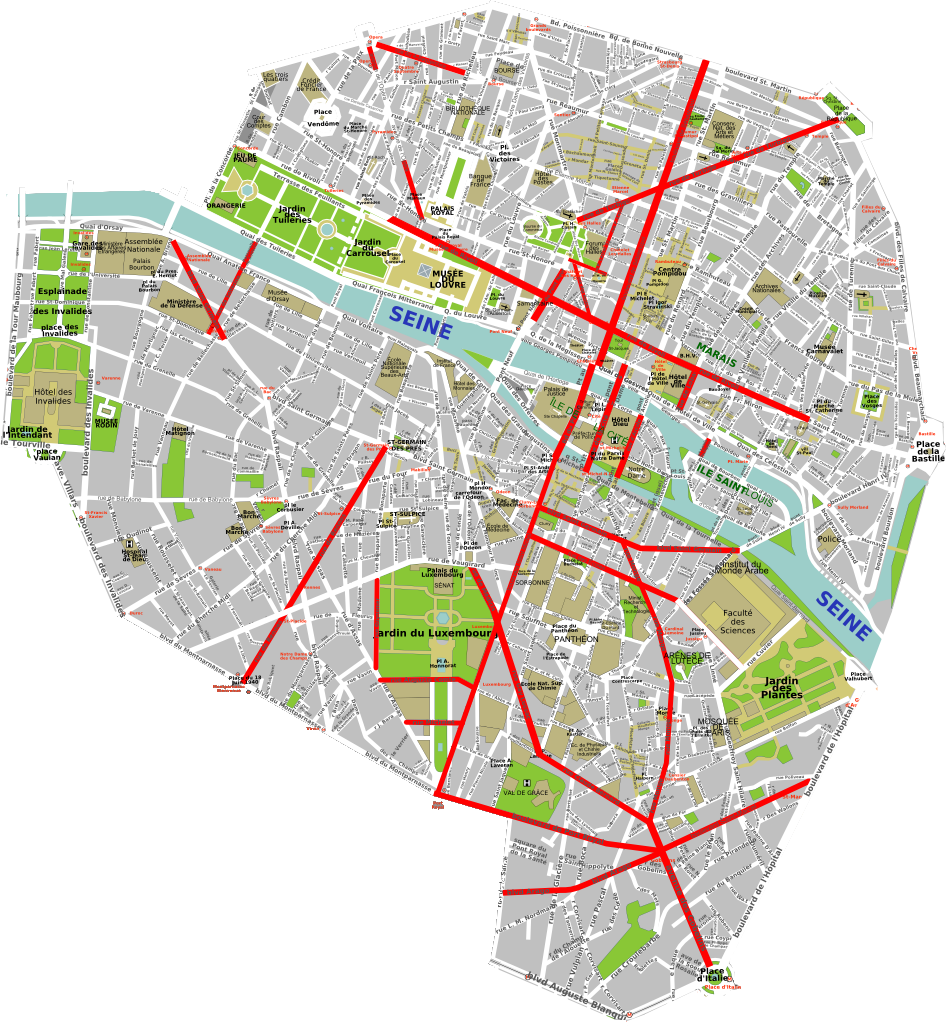
Els principals eixos creats o transformats entre 1850 i 1870 al centre de París

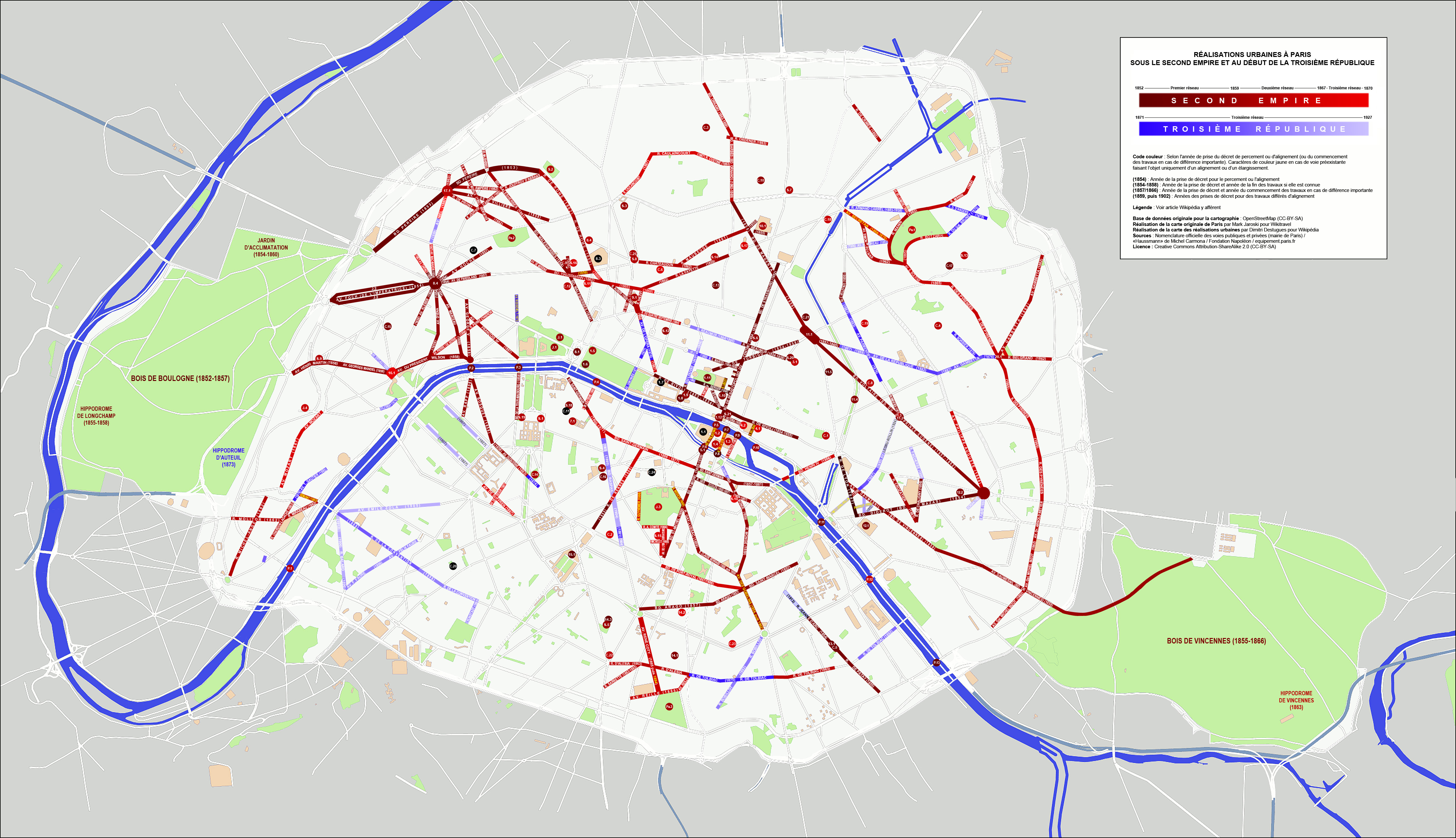
Els principals eixos creats o transformats sota el Segon Imperi i a l'inici de la Tercera República

Els antics districtes i el nou límit de París des de 1860

El desenvolupament de les operacions reflecteix l'evolució de l'Imperi: autoritari fins a 1859, més flexible a partir de 1860. Es destrueixen 20 000 cases per construir-ne més de 40 000 entre 1852 i 1870. Algunes d'aquestes operacions d'urbanisme es continuaran sota la Tercera República Francesa, després de la sortida d'Haussmann i de Napoleó III. París va absorbir el 1860 els seus suburbis fins a les «fortificacions» que havien estat construïdes per Thiers el 1844, que van ser demolides a partir de 1919.
Els dotze antics districtes (Arrondissements) van fer pas a vint nous districtes, que no van mantenir ni els límits ni la numeració anterior.

### Xarxa de grans obertures
Quan Rambuteau havia obert una nova via important en ple centre de la ciutat, els parisencs es van sorprendre per la seva amplada: 13 metres. Haussmann relegarà la rue Rambuteau al rang de via secundària amb una xarxa d'obertures noves de 20 i fins a 30 metres. La avinguda Foch, d'altra banda, que mesura a prop de 120 m d'amplada, amb els seus passeigs laterals monumentals. Va començar a treballar per a la realització del bulevard Diderot, conseqüència de l'ampliació de l'antiga rue Mazas. La xarxa de les artèries haussmannianes i post-haussmannianes constitueix, encara avui, el teixit urbà parisenc.

### La gran bretxa nord-sud i est-oest

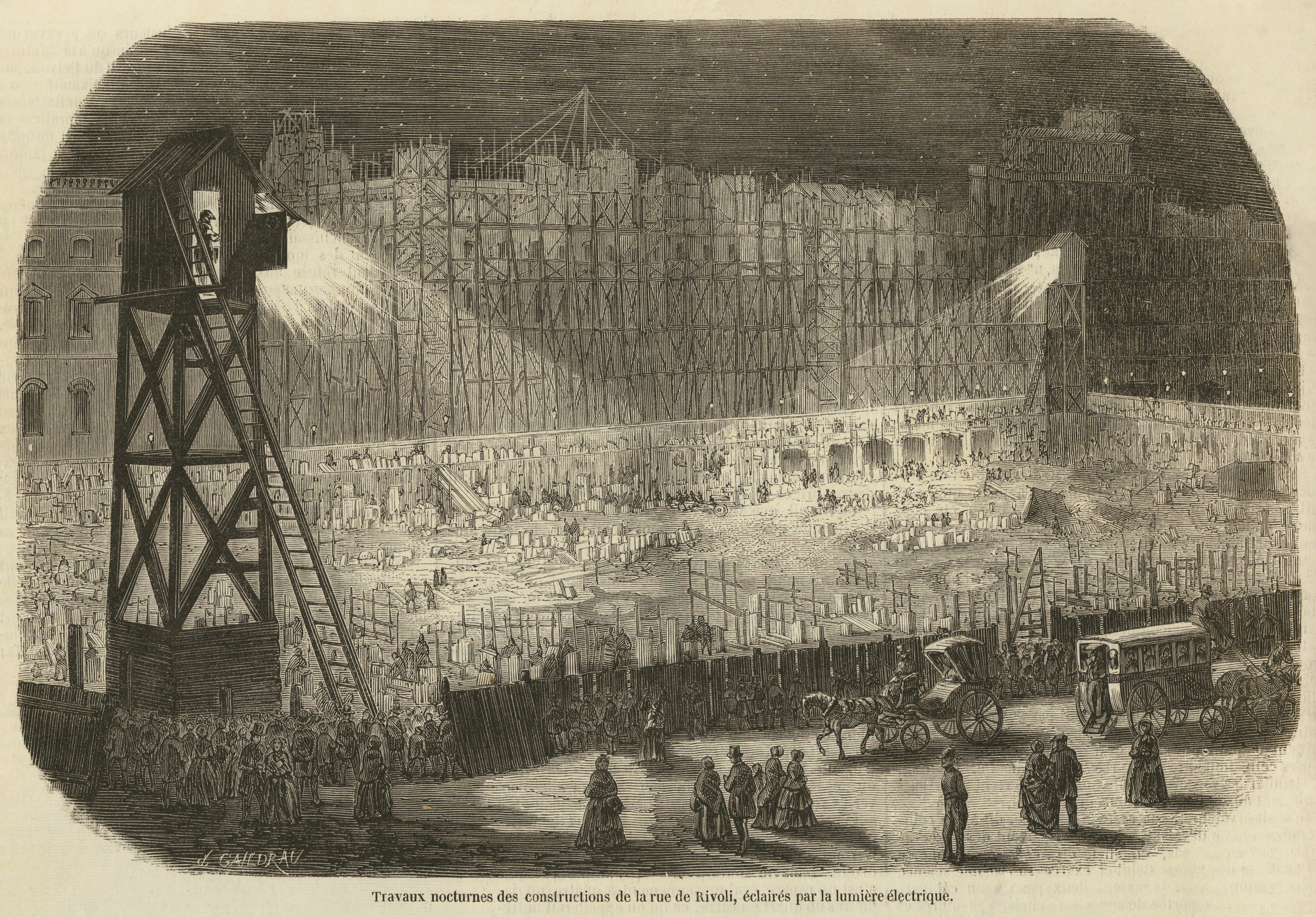
Treballs nocturns de les construccions de la Rue de Rivoli, il·luminació dels carrers de París
(L'Illustration, 1854)

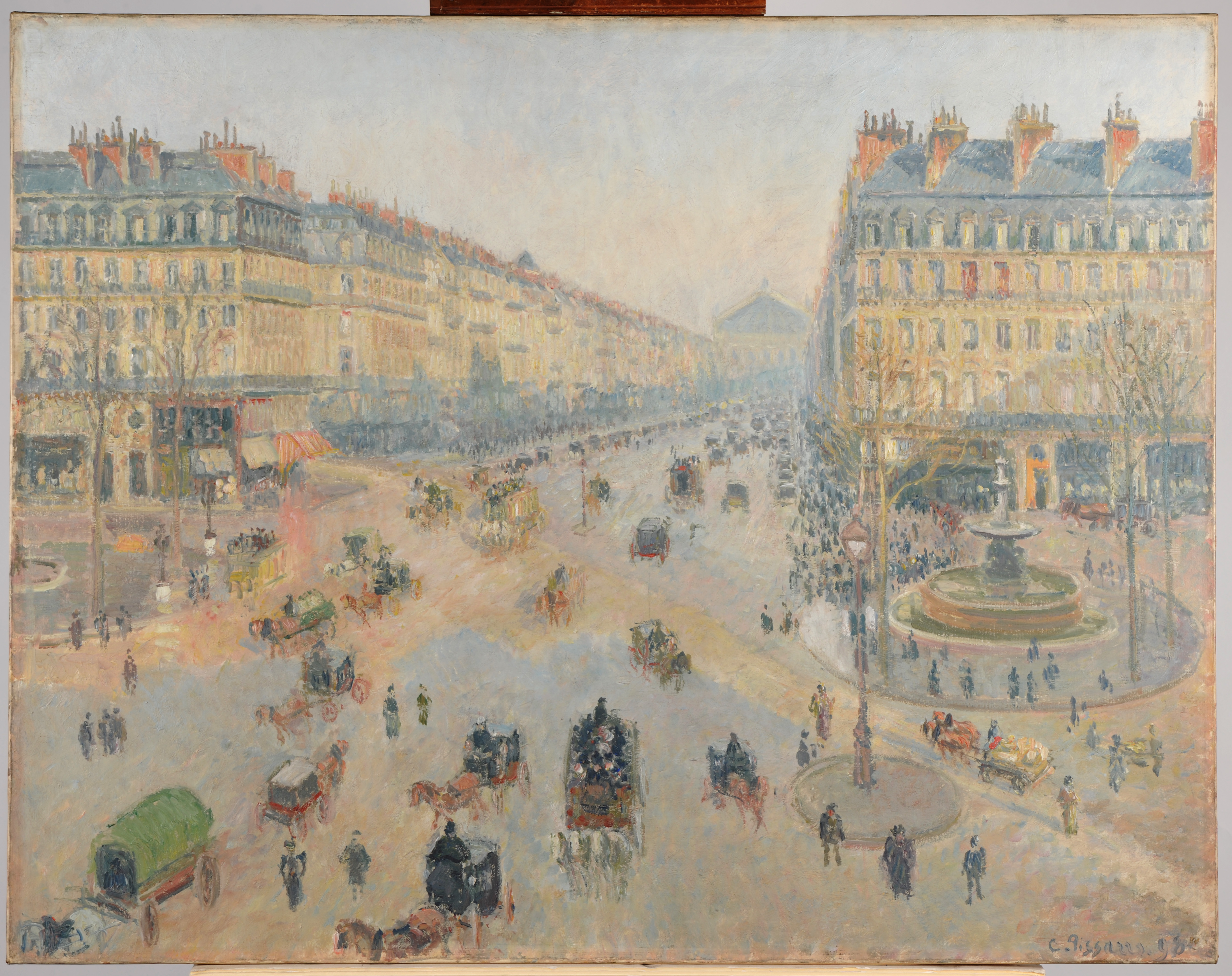
L'avinguda de l'Òpera des de l'actual Louvre, en un quadre de Pissaro

De 1854 a 1858, Haussmann va aprofitar el període més autoritari del regnat de Napoleó III per realitzar el que solament aquesta dècada, possiblement, podia fer en tota la història de París: transformar el seu centre obrint una intersecció gegantina.
La construcció de l'eix nord-sud, del bulevard de Sébastopol al bulevard Saint-Michel, va fer desaparèixer del mapa nombrosos carrerons sense sortida. Va formar una gran cruïlla al nivell de Grand Châtelet amb la rue de Rívoli: aquest últim carrer, originàriament establert per Napoleó I al llarg de les Teuleries es prolonga sota el Segon Imperi fins a la rue Saint-Antoine.
Durant aquest temps, Victor Baltard i Félix-Emmanuel Callet condicionaven i habilitaven les Halles, projecte llançat per Rambuteau, mentre que l'Île de la Cité era en gran part demolida i reordenada. Els seus ponts van ser reconstruïts o objecte de treballs importants. La rue des Halles va ser realitzada el 1854, a fi d'enllaçar les Halles amb la place du Châtelet.
Els primers treballs a la rive Gauche van començar a partir de 1854. L'obertura de la rue des Ecoles fins a la rue des Fossés-Saint-Bernard, que ja s'havia previst abans de la presa de possessió del prefecte Haussmann, va permetre l'acabament d'un millor servei del barri Llatí i dels seus col·legis.
Haussmann va completar aquesta gran cruïlla amb eixos que connectaven la primera corona de bulevards amb el centre, com ara la rue de Rennes sobre la riba esquerra i l'avinguda de l'Òpera sobre la rive Droite. Els treballs d'aquesta avinguda no van ser empresos en la seva majoria fins a 1876 i no van estar completament acabats fins a 1879. Pel que fa a la rue de Rennes, que havia d'arribar al Sena, mai no va ser acabada.

### L'acabament de les corones de bulevards
Haussmann prossegueix l'obra de Lluís XIV. Eixampla els grans bulevards i construeix o planifica nous eixos de gran gàlib, com el bulevard Richard-Lenoir.
Els barris occidentals es van beneficiar d'una operació de prestigi: dotze avingudes, la majoria construïdes durant el Segon Imperi, es reunien en la place de l'Étoile. Entre elles, l'avinguda Foch, envoltada per jardins, es distingeix per la seva amplada excepcional de 120 m per contrast amb aquesta última l'avinguda de Friedland va ser la primera part d'un eix que, després de la finalització del bulevard Haussmann, vaunir la Place de l'Etoile amb el barri de l'Opéra.
El bulevard Voltaire va facilitar el resseguiment del centre a partir de la Place de la Nation i l'avinguda Daumesnil va aclarir els barris riberencs de l'estació de Lió, a la vegada que garantia l'accés al bosc de Vincennes.

### Tercera xarxa: els districtes exteriors

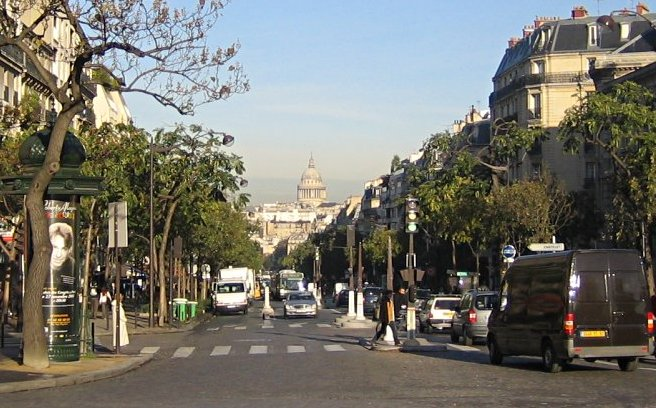
L'avenue des Gobelins i la perspectiva sobre el Panteó

En els últims anys del seu mandat, Haussmann va començar a condicionar els districtes creats sobre l'emplaçament de les antigues comunitats annexionades el 1860. Va crear així una via molt llarga i sinuosa que perjudicava els districtes XIX, XX i XII.
A la riba esquerra, com els «bulevards du midi», que passen per la Place d'Italie, la plaça Denfert-Rochereau i Montparnasse estaven massa allunyats del centre, la idea d'una altra via que travessés en direcció est-oest es va imposar. Haussmann va girar el carrer de les Escoles, dibuixat per Napoleó III, en el seu projecte personal: el bulevard Saint-Germain, que va prolongar en la riba esquerra els grans bulevards de la riba nord.
Altres eixos com el bulevard Malesherbes o també els bulevards Barbès i Ornano, tots dos cap a la Gare du Nord, van permetre travessar els arrondissements externs en direcció al centre.

### Estacions ferroviàries

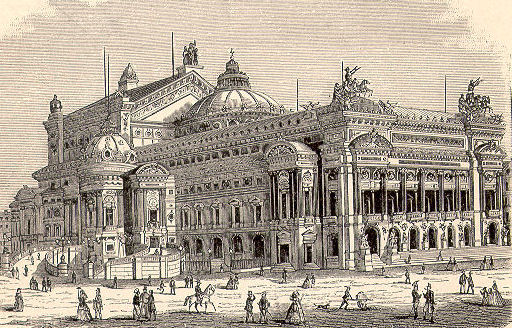
Òpera Garnier

Haussmann va fer construir l'Gare de Lyon el 1855 per François-Alexis Cendrier i la Gare du Nord el 1865 per Jacques Hittorff.
Volia interconnectar les estacions parisenques per vies fèrries entre si, però va haver d'acontentar-se en facilitar el seu accés connectant-les amb eixos importants. Des de la gare de Lyon, carrer de Lió, el bulevard Richard-Lenoir i el bulevard de Magenta permetien així arribar a la gare de l'Est. Dos eixos paral·lels, la rue La Fayette i el bulevard Haussmann d'una part, la rue de Châteaudun i la rue de Maubeuge d'una altra, uneixen el barri de l'estació de l'Est i de l'estació del Nord amb ell de l'estació de Saint-Lazare. A la riba esquerra, el carrer de Rennes connecta amb l'estació de París-Montparnasse, aleshores situada en l'actual emplaçament de la Torre Montparnasse.

## Els monuments

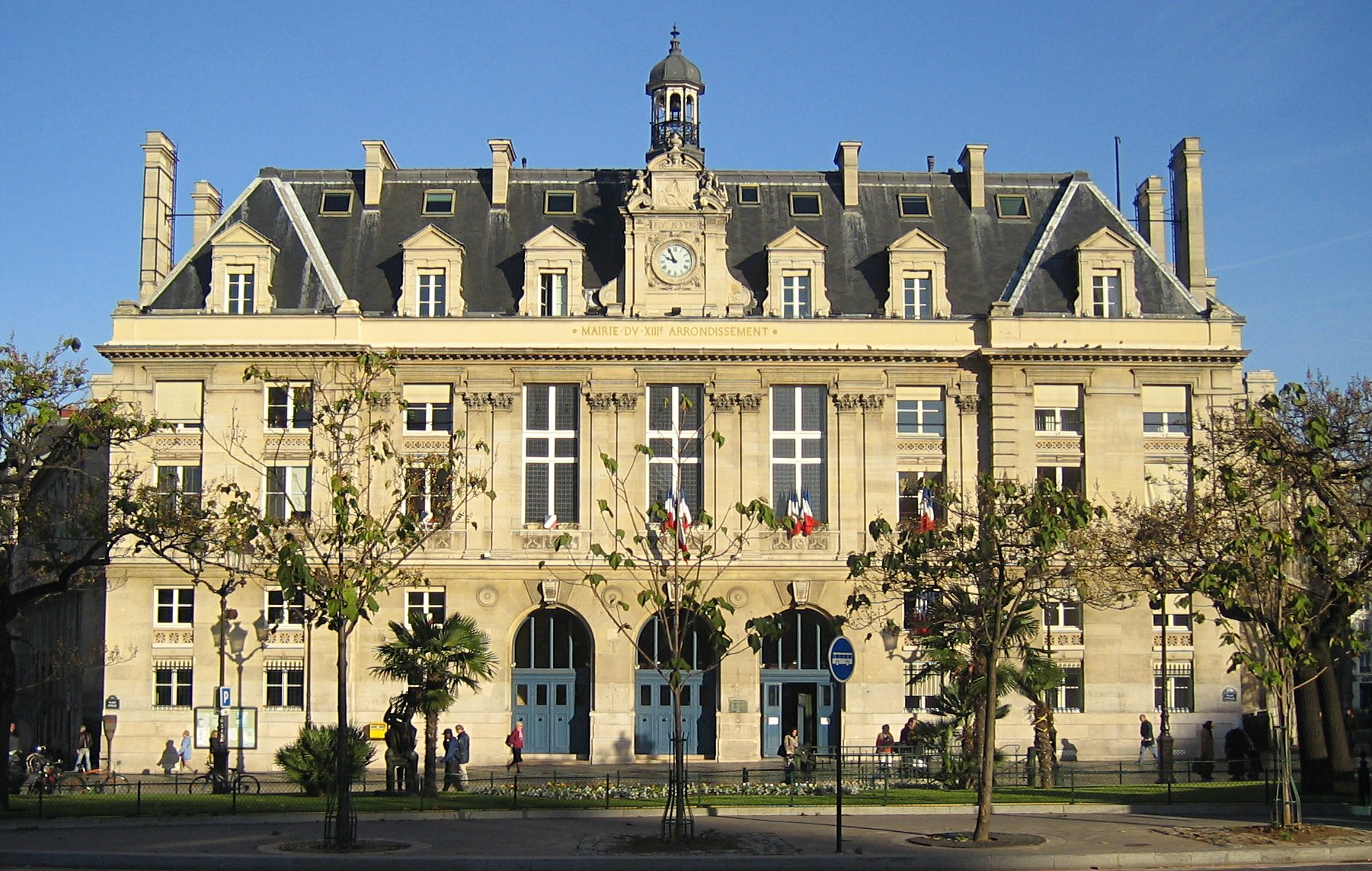
L'ajuntament del 13è districte de París

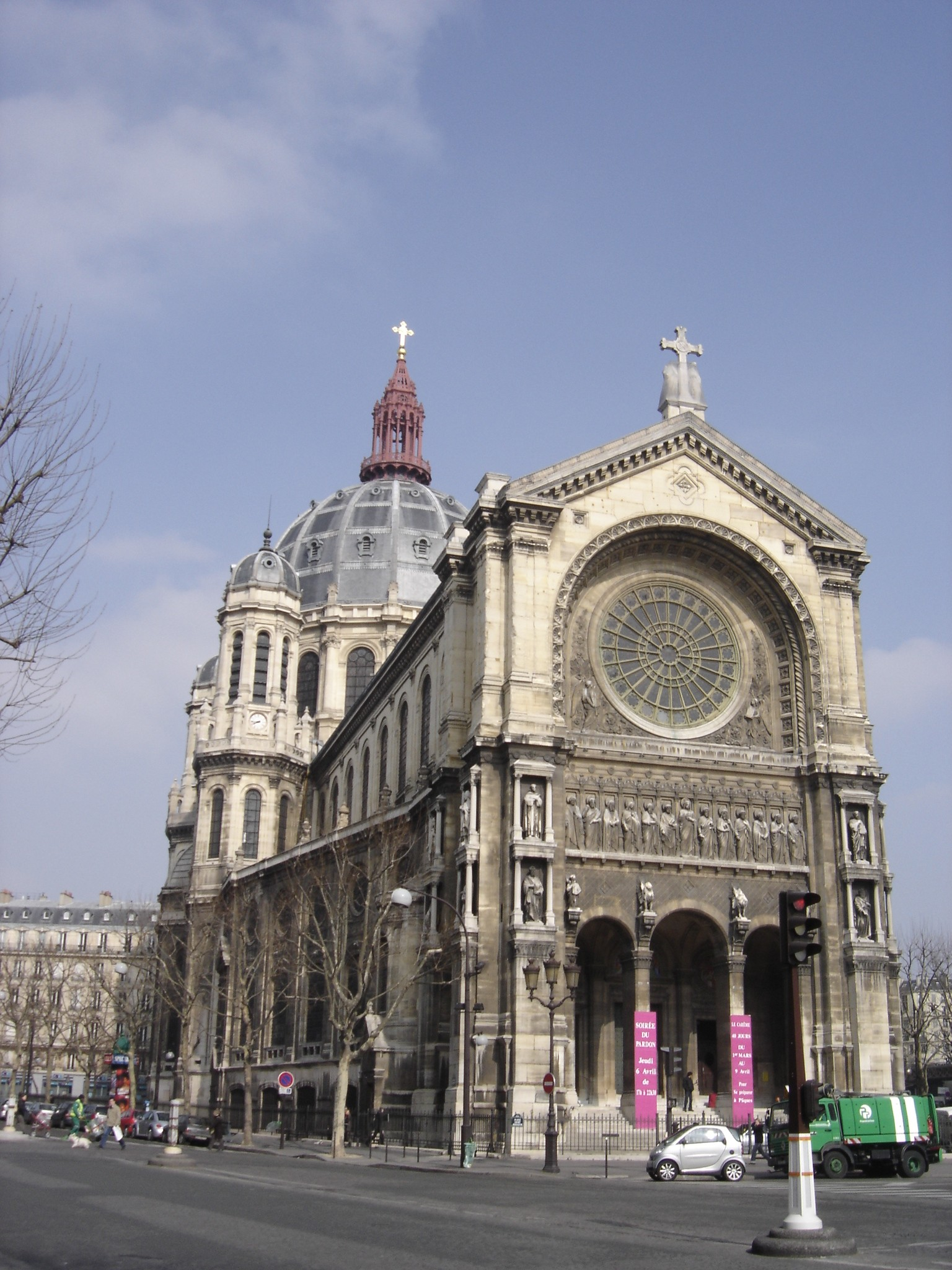
Església de Sant Agustí

Napoleó III i Haussmann van puntuar la ciutat amb realitzacions de prestigi. Charles Garnier va construir l'Òpera Garnier en un estil eclèctic i Gabriel Davioud va concebre dos teatres simètrics sobre la place du Châtelet.
El Hôtel-Dieu, la caserna de la ciutat (que es va convertir en la prefectura de policia) i el Tribunal de comerç van reemplaçar els barris medievals de la Île de la Cité. Cadascun dels vint de nous Districtes de París va rebre el seu propi ajuntament.
Ells es van encarregar d'incloure aquests monuments en la ciutat, condicionant grans perspectives. Així, l'avenue de l'Opéra va ser pensada per proporcionar un magnífic escenari a l'edifici de Garnier, però aquest darrer la trobava massa estreta i va haver de realçar la seva façana per lluitar contra les altures excessives dels edificis al seu entorn, mentre que les cases que impedien, segons ells, la Nôtre-Dame van deixar pas a una gran esplanada.
En el domini religiós, el Segon Imperi va veure l'adveniment de l'església Sant Eugeni —ara église Saint-Eugène-Sainte-Cécile—, l'església de la Santa Trinitat, de l'església de Sant Ambròs i de església de Sant Agustí. Aquesta última és notable per la seva alta volta sense contraforts, feta possible per l'ús d'una estructura metàl·lica, i la seva ubicació icònica a la cruïlla de diversos bulevards principals.

### Equipaments públics moderns

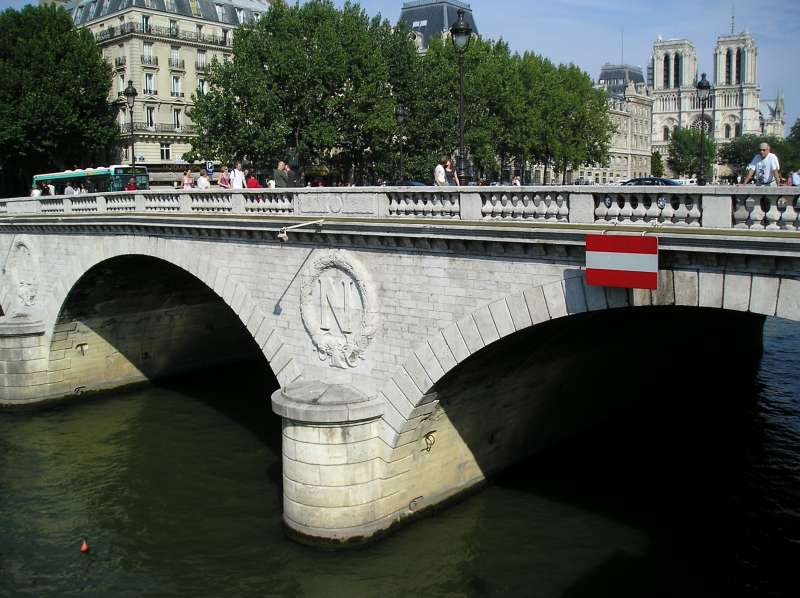
La «N» de Napoleó III sobre el pont Saint-Michel

La renovació de París es va estimar global. La salubritat dels allotjaments implicava una millor circulació de l'aire i també un millor proveïment d'aigua i una millor xarxa evacuació dels rebuigs.
L'any 1852, l'aigua potable arribava principalment del riu Ourcq. Les màquines de vapor extreien també aigua del Sena, la higiene del qual era deplorable. Haussmann va confiar a l'enginyer Eugène Belgrand la realització d'un nou sistema de proveïment d'aigua de la capital, que va suposar la construcció de 600 quilòmetres de aqüeducte entre 1865 i 1900. El primer, el de Dhuis, aportava aigua captada a prop de Château-Thierry. Aquests aqüeductes abocaven la seva aigua als dipòsits situats en la capital. En la pròpia capital i al costat del parc Montsouris, Belgrand va erigir aleshores el dipòsit d'aigua més gran del món de l'època per rebre l'aigua del Vanne.
Una segona xarxa, consagrada a l'aigua no potable, també treia l'aigua de l'Ourcq i del Sena per a la neteja dels carrers i el reg dels espais verds. Per aconseguir això, un sifó invertit instal·lat sota el pont de l'Alma permetia que les canalitzacions del marge esquerre passessin les seves aigües a la riba dreta.
L'evacuació de les aigües fecals i dels rebuigs anava d'acord amb la conducció d'aigua potable. Una vegada més, va ser el Segon Imperi el que va donar l'impuls decisiu a la modernització del clavegueram de París. La llei de 1852 va imposar l'obligatorietat de la connexió dels edificis a la xarxa quan el carrer en tingués una. Els carrers que no la tenien es beneficiaran de la instal·lació d'una xarxa de saneament completament visitable: més de 340 quilòmetres de xarxa van ser construïts sota la direcció de Belgrand entre 1854 i 1870. La xarxa era unitària: les aigües de pluja fluïen per la mateixa canalització que les aigües negres. Els desguassos van deixar de abocar al Sena en ple centre de París, i van sobreeixir molt més lluny, riu avall, a Asnières.
Aquestes dues xarxes, extenses i perfeccionades en el curs de les èpoques següents, segueixenen ús avui dia.

Napoleó III va reorganitzar també la distribució del gas a París. El 1850, va confiar una concessió a una companyia única, la Compagnie parisienne du gaz conservant sempre el control dels preus. El consum de gas d'enllumenat, un subproducte de la transformació (contaminant) de l'hulla en coc, que havia aparegut a París sota la Monarquia de Juliol, va augmentar significativament. L'industrial i químic Anselme Payen deia:
| « | En efecte, mentre que en un interval de catorze anys, 1848-1862, la població de París, incloent en ella la del territori annexionat, tot just havia augmentat a la meitat, el consum de gas s'havia quintuplicat. En presència d'una progressió semblant, és el moment de notificar, ja que es pot preveure, que en un futur pròxim no hi haurà un sol districte de París absolutament a cobert de les emanacions d'aquestes fàbriques. | En effet, tandis que dans un intervalle de quatorze années, de 1848 à 1862, la population de Paris, en y comprenant celle du territoire annexé, ne s'était guère accrue que de moitié, la consommation du gaz se trouvait quintuplée. En présence d'une semblable progression, il est temps d'aviser, car on peut prévoir que, dans un avenir peu éloigné il n'y aurait pas un seul arrondissement de Paris absolument à l'abri des émanations de ces usines. | » |

### Espais verds

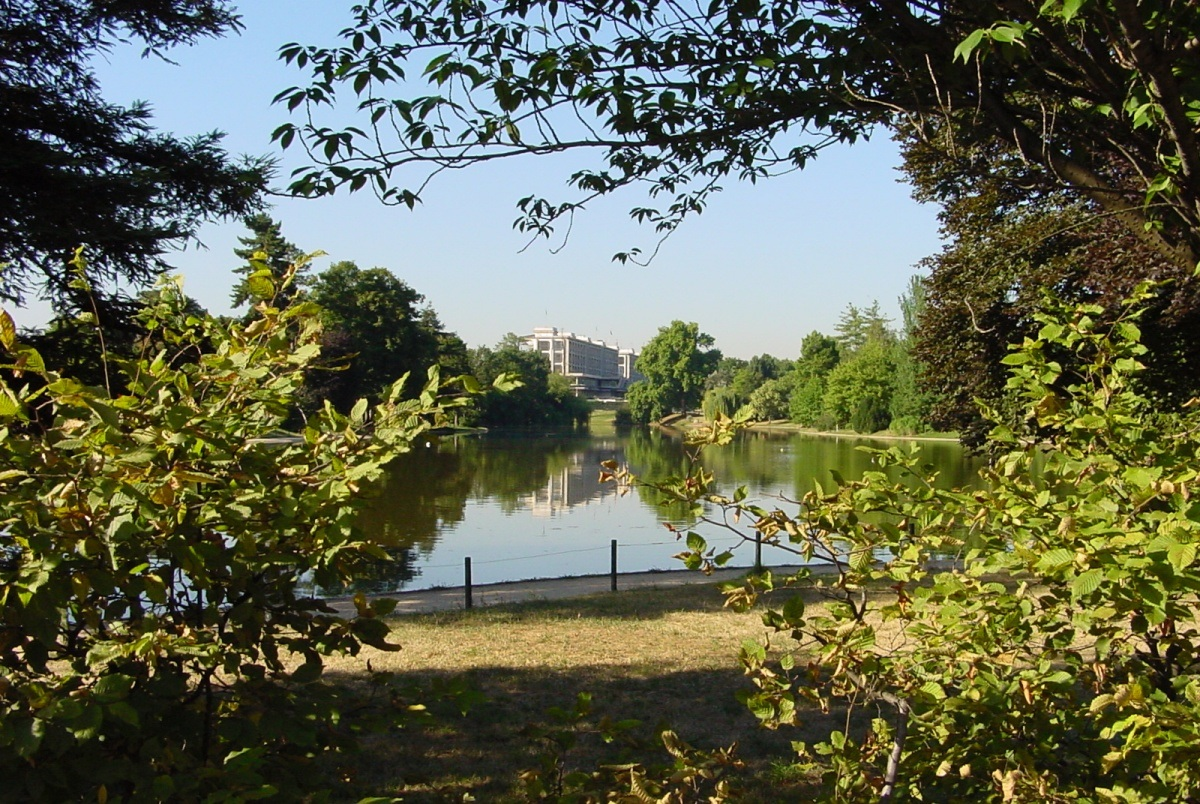
Llac superior al Bois de Boulogne

Els espais verds eren estranys a París, ciutat que sempre s'havia desenvolupat a l'interior de les seves muralles que, malgrat successives extensions, acabaven per encotillar-la.
Seduït pels vasts parcs londinencs, Napoleó III va confiar a l'enginyer Jean-Charles Alphand, futur successor d'Haussmann sota la República, la creació de diversos parcs i boscos. El bosc de Boulogne i el de Vincennes van vorejar la ciutat a l'oest i a l'est. A l'interior de la muralla de Thiers, el parc des Buttes-Chaumont i el parc Montsouris oferien passeigs als habitants dels barris massa allunyats dels grans boscos exteriors. El parc Monceau, antiga propietat de la família Orléans, va ser parcialment dividit en lots i construït. Cada barri també va rebre petits squares —en general una petita plaça urbana ocupada per un jardí públic—, al voltant de 80 places per als 80 barris de París, estant la voluntat que qualsevol habitant de París pogués trobar una plaça a menys de deu minuts a peu del seu domicili, mentre que files d'arbres vorejaven algunes avingudes —s'estima en 80 000— el nombre d'arbres plantats als carrers de París durant aquest període.

### Balanç
Louis Lazare mostra que els treballs havien eliminat 57 carrers o pasatjes, 2 227 cases demolides fins a terra i més de 25 000 habitants, quasi tots obrers, obligats a abandonar el centre de la ciutat van ser empesos cap als afores. Aquest desplaçament, que va seguir la marxa dels treballs en el centre de París, va ser una migració forçada. La població se'n va anar predominantment als barris veïns de l'antic mur d'octroi, encara que principalment cap als faubourgs du Temple, Saint-Antoine i Saint-Marceau; també als suburbis, principalment en les comunitats de Belleville, Ménilmontant, Charonne, Ternes, Montrouge, Vaugirard i Grenelle.

## Crítiques de la política urbana de Napoleó III i la sortida d'Haussmann
Artistes i arquitectes com a Charles Garnier van denunciar la monotonia sufocant d'aquesta arquitectura monumental. Polítics i escriptors van acusar l'extensió de les especulacions i de la corrupció (La Curée, de Émile Zola): París tallada per cops d'un sabre: les venes obertes, alimentant cent mil moviments de terra i paletes, travessat per rutes estratègiques admirables, col·locant forts en el cor dels barris antics. Alguns van acusar sense raó a Haussmann d'enriquiment personal. Les nombroses crítiques es referien així i tot a qüestions de fons i acabaran per fer caure al prefecte.
Els contemporanis de Napoleó III el van acusar d'haver ocultat sota les preocupacions socials i higienistes un projecte essencialment policíac: la construcció de vies amples hauria tingut com a objectiu principal facilitar els moviments de tropes i l'establiment de carrers rectes hauria permès llançar a terra amb canó sobre una la multitud amotinada i les seves barricades. La mateixa amplitud dels treballs mostrava que els fins de Napoleó no podien limitar-se a l'aspecte de la seguretat pública: més enllà de l'obertura dels bulevards que era la part més espectacular, la transformació comportava l'establiment de modernes xarxes al subsòl, la instal·lació d'un mobiliari urbà eficaç en superfície i l'harmonització de l'arquitectura al llarg dels carrers nous. És veritat, malgrat tot, que Napoleó desitjava establir un ordre estricte. Haussmann no va vacil·lar a explicar que les seves obertures facilitarien el manteniment de l'ordre per promoure els seus projectes davant el Consell de París o davant els propietaris locals. La dimensió estratègica estava doncs present, però només va constituir un element entre d'altres. Possiblement va ser la més important quan es tractava d'unir els principals barris entre ells.
Haussmann no va ser responsable de la policia. El seu mandat va correspondre, al contrari, a un afebliment del prefecte de policia a favor del «prefecte de París», que va recuperar atribucions com els problemes relacionats amb la insalubritat, l'enllumenat públic i la neteja dels carrers.

### Ruptura de l'equilibri social

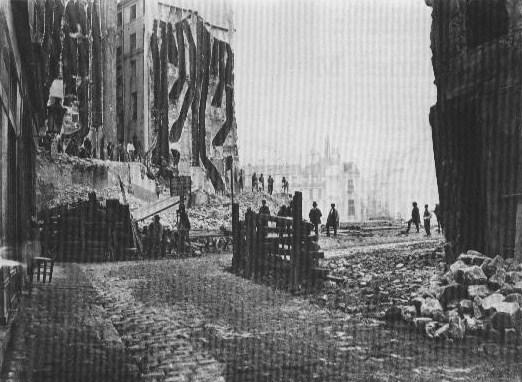
Obertura de l'avinguda de l'Òpera

Malgrat els ideals socials que animaven parcialment inicialment les transformacions de París en l'esperit de Napoleó III, nombrosos observadors contemporanis van denunciar els efectes demogràfics i socials de les operacions urbanes portades a terme per Haussmann.
Louis Lazare, autor sota el prefecte Rambuteau d'un important Dictionnaire administratif et historique des rues de Paris et de ses monuments, estimava el 1861 en la Revue municipale que els treballs haussmanniaos contribuïen a fer créixer desmesuradament la població necessitada d'assistència, atraient a París una població pobra.
De fet, el propi Haussmann va alentir en certa manera els treballs per tal d'evitar un excès d'afluència d'obrers a París. D'altra banda les crítiques van denunciar, des dels anys 1850, els efectes que les renovacions tenien sobre la composició social de París. Sota Haussmann, amb l'augment de les rendes i la més gran demanda d'habitatge, les persones de baixos ingressos no van poder pagar els lloguers dels pisos superiors; els pisos superiors havien estat cada vegada més ocupats pels conserges i els servents dels que eren en els pisos inferiors. Els llogaters de baixos ingressos van ser forçats a la seva marxa als barris externs, on els lloguers eren més baixos.
Això es constata en els cens de les poblacions:

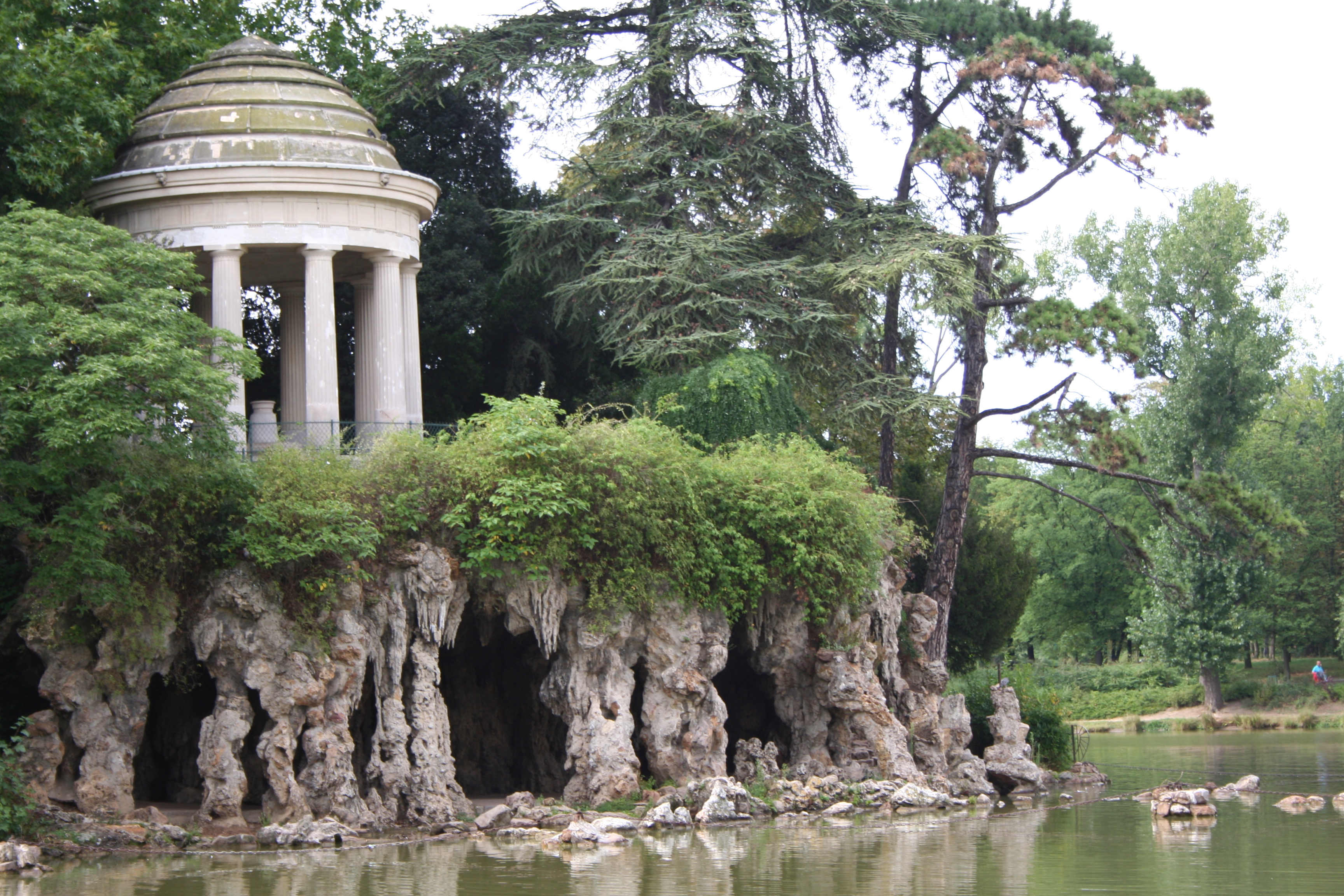
Bois de Vincennes (1860–1865)

Algunes decisions d'aquesta política urbanística van contribuir a desequilibrar le composició social de París entre l'oest, ric, i a l'est de la ciutat, desfavorit. Així cap barri de l'est parisenc va ser beneficiat amb obres comparables a les llargues avingudes al voltant de la place de l'Étoile en els districtes XVI i XVII. Els pobres es concentraven aleshores en els barris que van quedar fora de les renovacions.
En resposta, Haussmann va posar al davant la creació, molt complexa, del bosc de Vincennes, destinant a proporcionar a les poblacions d'obrers un passeig comparable al bosc de Boulogne. D'altra banda, cal anotar que els barris insalubres «netejats» per Haussmann no albergaven a penes a burgesos.
Així es va constituir una forma de zonificació que va dominar sempre la distribució dels habitants i de les activitats a París i els seus voltants pròxims: en el centre i a l'oest, les oficines i els barris burgesos, a l'est i en la perifèria els habitants més pobres i les activitats industrials.

### Crisi del sistema de finançament
Cap a finals dels anys 1860, el sistema de finançament ja tenia disfuncions. L'annexió de les comunitats confrontants el 1860 havia estat molt cara: els treballs a realitzar en aquests barris suburbans eren més importants que en el centre de la ciutat, ja proveïts d'alguns equipaments. Els crèdits prevists van ser, per molt, insuficients. D'altra banda, la flexibilització del mateix règim política feia més difícils les expropiacions; la jurisprudència del Consell d'Estat i de la Cort de Cassació va intervenir gairebé sempre a favor dels propietaris.
A més a més els parisencs suportaven ja malament les obres que paralitzaven la ciutat des de feia quasi més de vint anys. Les xarxes de bulevards que saturaven els districtes exteriors amb obres no tenien una utilitat tan evident com l'obertura del bulevard de Sébastopol o del bulevard Saint-Germain.
Jules Ferry es va fer un nom gràcies d'una sèrie d'articles de premsa reagrupats sota el títol Les Comptes fantastiques de Haussmann. Denunciava l'ambició exagerada dels últims projectes i el seu finançament incert. Aquests projectes eren finançats en efecte, no pel préstec, sinó per bons de delegació emesos per la Caisse des travaux de París, fora del control del Parlament.
Haussmann va ser finalment deposat del seu càrrec a començaments de 1870, alguns mesos abans de la fi del Segon Imperi, al qual havia servit durant tota la seva durada. Els deutes contrets van ser finalment absorbits per la Tercera República.